# Armindo Vaz d'Almeida
Armindo Vaz d'Almeida, né en 1953 et mort le 20 juillet 2016, est un poète et homme politique santoméen, membre du Mouvement pour la libération de Sao Tomé-et-Principe – Parti social-démocrate. Il est Premier ministre du 31 décembre 1995 au 19 novembre 1996.

## Biographie
Originaire de Ribeira Afonso, Armindo Vaz d'Almeida grandit dans une famille de lettres de São Tomé, et obtient deux diplômes en droit et en sociologie. Également poète, il est l'auteur du Poem to the Southern Wind écrit en 1987, en l'honneur de l'homme d'État sud-africain Nelson Mandela.
Il participe à la signature de la Communauté des pays de langue portugaise pour son pays, en 1996.
Père de trois enfants, Armindo Vaz d'Almeida décède à l'âge de 63 ans d'un accident vasculaire cérébral. Après sa mort, le ministre des Affaires étrangères en place, Manuel Salvador dos Ramos, rend hommage, au nom de l'État santoméen, à un « combattant de la liberté de la patrie » et fervent défenseur de la démocratie. Le gouvernement est présent à son enterrement, au cimetière d'Alto de São João.